# Coronógrafo

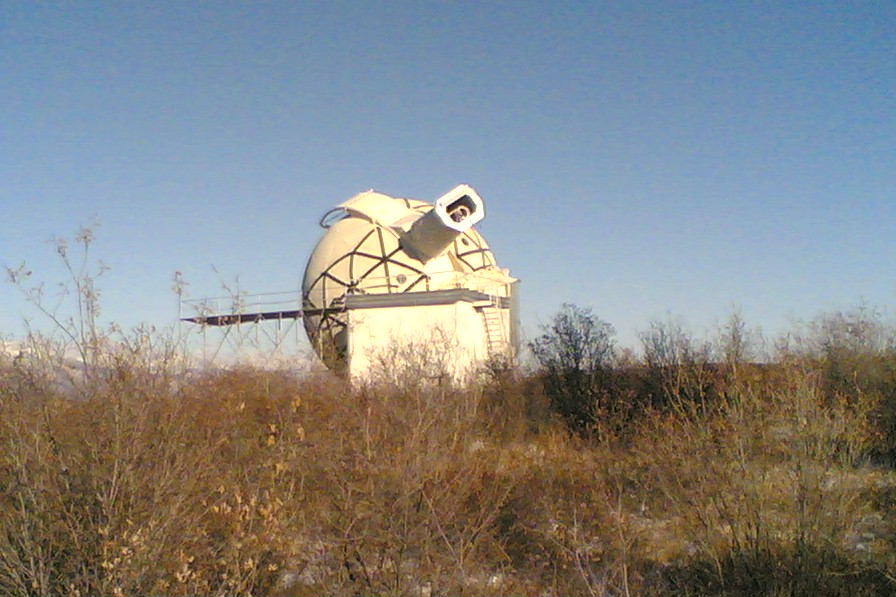
Gran coronógrafo solar de Lyot. Uno de los coronógrafos más grandes del mundo. Destinado a estudiar la corona más allá de los eclipses y la cromosfera con muy poca luz.

El coronógrafo es un dispositivo inventado por Bernard Lyot en 1931, que se puede acoplar a un telescopio bloqueando la luz de un objeto central y permitiendo observar objetos débilmente iluminados cerca de una estrella. Originariamente el coronógrafo fue desarrollado para estudiar la atmósfera solar. Gracias a este tipo de instrumento se puede estudiar con gran detalle las estructuras de plasma y campo magnético que rodean al Sol. 
Previamente al desarrollo de los coronógrafos era necesario esperar a los eclipses de Sol para poder estudiar la corona del sol ya que la luminosidad de la corona es solamente una millonésima de la del Sol en su conjunto y resulta imposible de distinguir de la emisión fotosférica. Los astrónomos solares construyeron estos dispositivos, que bloquean artificialmente la luz proveniente del Sol y permitiendo observar con mayor facilidad la corona del Sol. Un coronógrafo se compone de tres lentes. El elemento principal de un coronógrafo es un disco opaco que oculta la imagen del Sol formada por la primera lente provocando un eclipse artificial. Además, Lyot incluyó una máscara anular opaca que elimina la luz difractada hacia los bordes del coronógrafo mejorando el contraste obtenido con este dispositivo. Generalmente suelen estar equipados con filtros adecuados a la observación de la corona solar, como un filtro H alpha. Los coronógrafos diseñados para estudiar los entornos de estrellas distintas al Sol se llaman coronógrafos estelares.
Satélites utilizados en la actualidad (2004) como el SOHO utilizan este tipo de equipamiento. Otras misiones espaciales del pasado como el Skylab también investigaron el Sol con la ayuda de un coronógrafo. Además de la corona solar es posible observar cualquier objeto cercano angularmente al Sol de modo que es posible estudiar también la trayectoria de objetos como cometas. Los cometas descubiertos mediante esta técnica se denominan cometas solares.
Diferentes tipos de coronógrafos estelares están siendo estudiados por las agencias espaciales NASA y ESA para la búsqueda de planetas extrasolares en la próxima misión espacial (Terrestrial Planet Finder).